# 24 Horas (Chiquititas)
24 Horas é a banda sonora oficial da telenovela Chiquititas, acompanhada de 14 músicas originais, que foi lançada a 27 de agosto de 2007. O single "Chiquititas 2006" faz parte do tema de abertura da telenovela.

## Lançamento e certificação
O álbum foi gravado durante as filmagens da série. Ele foi lançado a 27 de agosto de 2007 em Portugal sob o título "24 Horas" e contém um CD com catorze músicas inéditas, em versões física e digital.
O produtor Miguel Dias, que adaptou os temas do espanhol para o português, canta ao lado de Marta Fernandes nas músicas com o personagem Lucas, o Chef.

## Faixas
| N.º | Título                    | Artista(s)                  | Duração |  |
| 1.  | "Chiquititas 2006"        | Marta Fernandes             | 2:43    |  |
| 2.  | "Coração com Buraquinhos" | Fernandes Beatriz Monteiro  | 4:29    |  |
| 3.  | "Tudo Tudo Tudo"          | Fernandes                   | 2:38    |  |
| 4.  | "Juntos Podemos Voar"     | Fernandes                   | 2:38    |  |
| 5.  | "24 Horas"                | Fernandes                   | 2:37    |  |
| 6.  | "Louco Por Ti"            | Fernandes Miguel Dias [ a ] | 3:14    |  |
| 7.  | "Mentiras"                | Fernandes                   | 3:34    |  |
| 8.  | "Há Que Limpar"           | Fernandes                   | 2:13    |  |
| 9.  | "Há Certas Coisas"        | Fernandes Cátia Tavares     | 3:39    |  |
| 10. | "Malvada"                 | Fernandes Sofia de Portugal | 2:39    |  |
| 11. | "Onde Estás"              | Fernandes                   | 3:45    |  |
| 12. | "Amigas"                  | Fernandes                   | 2:25    |  |
| 13. | "Era Uma Vez"             | Fernandes                   | 4:01    |  |
| 14. | "Eu Quero Ser Igual"      | Fernandes                   | 2:56    |  |

## Posições e classificações
| Região   | Parada                 | Melhor Posição | Nº de semanas em Chart |
| -------- | ---------------------- | -------------- | ---------------------- |
| Portugal | Portugal Albums Top 30 | 1              | 17 semanas             |